# Eneco Tour 2013
La 9.ª edición del Eneco Tour, se corrió entre el 12 y el 18 de agosto de 2013. Se inició en Koksijde y finalizó en Geraardsbergen, contando con un recorrido de 1.080,3 kilómetros distribuidos en 7 etapas. Las primeras cuatro etapas fueron planas, la 5.ª una contrarreloj individual corta, y las dos últimas etapas de media montaña.
La carrera formó parte del UCI WorldTour 2013.
El ganador final fue Zdeněk Štybar quien se hizo con la última etapa. Le acompañaron en el podio Tom Dumoulin y Andriy Grivko, respectivamente.
En las clasificaciones secundarias se impusieron Lars Boom (puntos), Omega Pharma-Quick Step (equipos) y Laurens De Vreese (combatividad).

## Equipos participantes
Tomaron parte en la carrera 21 equipos: 19 de categoría UCI ProTeam (al ser obligada su participación); más 2 de categoría Profesional Continental mediante invitación de la organización (los belgas del Topsport Vlaanderen-Baloise y Accent Jobs-Wanty). Formando así un pelotón de 168 corredores, con 8 ciclistas cada equipo, de los que acabaron 111.
| Equipo                           | Cód. UCI | Categoría               |
| -------------------------------- | -------- | ----------------------- |
| Belkin-Pro Cycling Team          | BEL      | UCI ProTeam             |
| BMC Racing Team                  | BMC      | UCI ProTeam             |
| Omega Pharma-Quick Step          | OPQ      | UCI ProTeam             |
| Team Saxo-Tinkoff                | TST      | UCI ProTeam             |
| Sky Procycling                   | SKY      | UCI ProTeam             |
| Vacansoleil-DCM Pro Cycling Team | VCD      | UCI ProTeam             |
| Lotto Belisol                    | LTB      | UCI ProTeam             |
| RadioShack Leopard               | RLT      | UCI ProTeam             |
| Astana Pro Team                  | AST      | UCI ProTeam             |
| Katusha                          | KAT      | UCI ProTeam             |
| Garmin Sharp                     | GRS      | UCI ProTeam             |
| Team Argos-Shimano               | ARG      | UCI ProTeam             |
| Lampre-Merida                    | LAM      | UCI ProTeam             |
| Orica GreenEDGE                  | OGE      | UCI ProTeam             |
| Cannondale Pro Cycling           | CAN      | UCI ProTeam             |
| Movistar Team                    | MOV      | UCI ProTeam             |
| Ag2r La Mondiale                 | ALM      | UCI ProTeam             |
| Euskaltel Euskadi                | EUS      | UCI ProTeam             |
| FDJ.fr                           | FDJ      | UCI ProTeam             |
| Topsport Vlaanderen-Baloise      | TSV      | Profesional Continental |
| Accent Jobs-Wanty                | AJW      | Profesional Continental |

## Etapas
| Etapa | Fecha        | Recorrido               | Km         | Ganador          | Líder         |
| ----- | ------------ | ----------------------- | ---------- | ---------------- | ------------- |
| 1.ª   | 12 de agosto | Koksijde- Ardooie       | 175,3      | Mark Renshaw     | Mark Renshaw  |
| 2.ª   | 13 de agosto | Ardooie- Vorst          | 176,9      | Arnaud Démare    | Arnaud Démare |
| 3.ª   | 14 de agosto | Oosterhout- Brouwersdam | 187,3      | Zdeněk Štybar    | Arnaud Démare |
| 4.ª   | 15 de agosto | Essen- Vlijmen          | 169,6      | André Greipel    | Lars Boom     |
| 5.ª   | 16 de agosto | Sittard-Geleen          | 13,2 (CRI) | Sylvain Chavanel | Lars Boom     |
| 6.ª   | 17 de agosto | Riemst- La Redoute      | 150        | David López      | Tom Dumoulin  |
| 7.ª   | 18 de agosto | Tienen- Geraardsbergen  | 208        | Zdeněk Štybar    | Zdeněk Štybar |

## Clasificaciones finales

### Clasificación general
| Posición | Ciclista         | Equipo                  | Tiempo           |
| -------- | ---------------- | ----------------------- | ---------------- |
|          | Zdeněk Štybar    | Omega Pharma-Quick Step | 25 h 14 min 05 s |
| 2        | Tom Dumoulin     | Argos-Shimano           | a 26 s           |
| 3        | Andriy Grivko    | Astana                  | a 50 s           |
| 4        | Jan Bakelants    | RadioShack Leopard      | a 55 s           |
| 5        | Daryl Impey      | Orica GreenEDGE         | m.t.             |
| 6        | Sylvain Chavanel | Omega Pharma-Quick Step | a 1 min 20 s     |
| 7        | Wilco Kelderman  | Belkin                  | a 1 min 32 s     |
| 8        | Pieter Weening   | Orica GreenEDGE         | a 1 min 34 s     |
| 9        | Maxim Iglinskiy  | Astana                  | a 2 min 07 s     |
| 10       | Maxime Monfort   | RadioShack Leopard      | a 2 min 14 s     |

### Clasificación por puntos
| Posición | Ciclista        | Equipo                  | Puntos |
| -------- | --------------- | ----------------------- | ------ |
|          | Lars Boom       | Belkin                  | 100    |
| 2        | André Greipel   | Lotto Belisol           | 99     |
| 3        | Zdeněk Štybar   | Omega Pharma-Quick Step | 85     |
| 4        | Giacomo Nizzolo | RadioShack Leopard      | 66     |
| 5        | Tom Dumoulin    | Argos-Shimano           | 56     |

### Clasificación por equipos
| Posición | Equipo                  | Tiempo           |
| -------- | ----------------------- | ---------------- |
|          | Omega Pharma-Quick Step | 75 h 46 min 08 s |
| 2        | Orica GreenEDGE         | a 1 min 39 s     |
| 3        | RadioShack Leopard      | a 3 min 05 s     |
| 4        | Vacansoleil-DCM         | a 7 min 41 s     |
| 5        | BMC Racing              | a 13 min 02 s    |

### Clasificación de la combatividad
| Posición | Ciclista          | Equipo                      | Tiempo |
| -------- | ----------------- | --------------------------- | ------ |
|          | Laurens De Vreese | Topsport Vlaanderen-Baloise | 66     |
| 2        | Mathew Hayman     | Sky                         | 36     |
| 3        | Pieter Jacobs     | Topsport Vlaanderen-Baloise | 30     |
| 4        | Tim Declercq      | Topsport Vlaanderen-Baloise | 28     |
| 5        | Pim Ligthart      | Vacansoleil-DCM             | 25     |

## Evolución de las clasificaciones
| Etapa (Vencedor)                   | Clasificación general Algemeen klassement | Clasificación por puntos Puntentrui klassement | Clasificación por equipos | Clasificación de la combatividad Strijdlust klassement |
| ---------------------------------- | ----------------------------------------- | ---------------------------------------------- | ------------------------- | ------------------------------------------------------ |
| 1.ª etapa (Mark Renshaw)           | Mark Renshaw                              | Mark Renshaw                                   | Belkin                    | Laurens De Vreese                                      |
| 2.ª etapa (Arnaud Démare)          | Arnaud Démare                             | Taylor Phinney                                 | FDJ.fr                    | Laurens De Vreese                                      |
| 3.ª etapa (Zdeněk Štybar)          | Arnaud Démare                             | André Greipel                                  | FDJ.fr                    | Laurens De Vreese                                      |
| 4.ª etapa (André Greipel)          | Lars Boom                                 | André Greipel                                  | Omega Pharma-Quick Step   | Laurens De Vreese                                      |
| 5.ª etapa (CRI) (Sylvain Chavanel) | Lars Boom                                 | André Greipel                                  | Omega Pharma-Quick Step   | Laurens De Vreese                                      |
| 6.ª etapa (David López)            | Tom Dumoulin                              | André Greipel                                  | RadioShack Leopard        | Laurens De Vreese                                      |
| 7.ª etapa (Zdeněk Štybar)          | Zdeněk Štybar                             | Lars Boom                                      | Omega Pharma-Quick Step   | Laurens De Vreese                                      |
| Final                              | Zdeněk Štybar                             | Lars Boom                                      | Omega Pharma-Quick Step   | Laurens De Vreese                                      |